# Phacelurus gabonensis
Phacelurus gabonensis är en gräsart som först beskrevs av Ernst Gottlieb von Steudel, och fick sitt nu gällande namn av Clayton. Phacelurus gabonensis ingår i släktet Phacelurus och familjen gräs. Inga underarter finns listade i Catalogue of Life.